# Humason (Mondkrater)
Humason ist ein kleiner Einschlagkrater auf der nordwestlichen Mondvorderseite in der Ebene des Oceanus Procellarum, nordwestlich der Montes Agricola und nordnordöstlich des Kraters Schiaparelli.
Er erscheint schalenförmig und mäßig erodiert.
Der Krater wurde 1973 von der IAU nach dem US-amerikanischen Astronomen Milton Lasell Humason offiziell benannt.